# Wadi Hadramaut
Hadramaut lub Wadi Hadramaut – największa rzeka Jemenu, bieg rzeki w południowej części kraju, w krainie Hadramaut. Długość ok. 500 km, powierzchnia dorzecza 114 000 km². Powstaje z połączenia dwóch rzek Wadi Amd i Wadi Dauran i uchodzi do Zatoki Adeńskiej. Znaczenie gospodarcze – wykorzystywana do nawadniania.